# Crémazie (Metro Montreal)

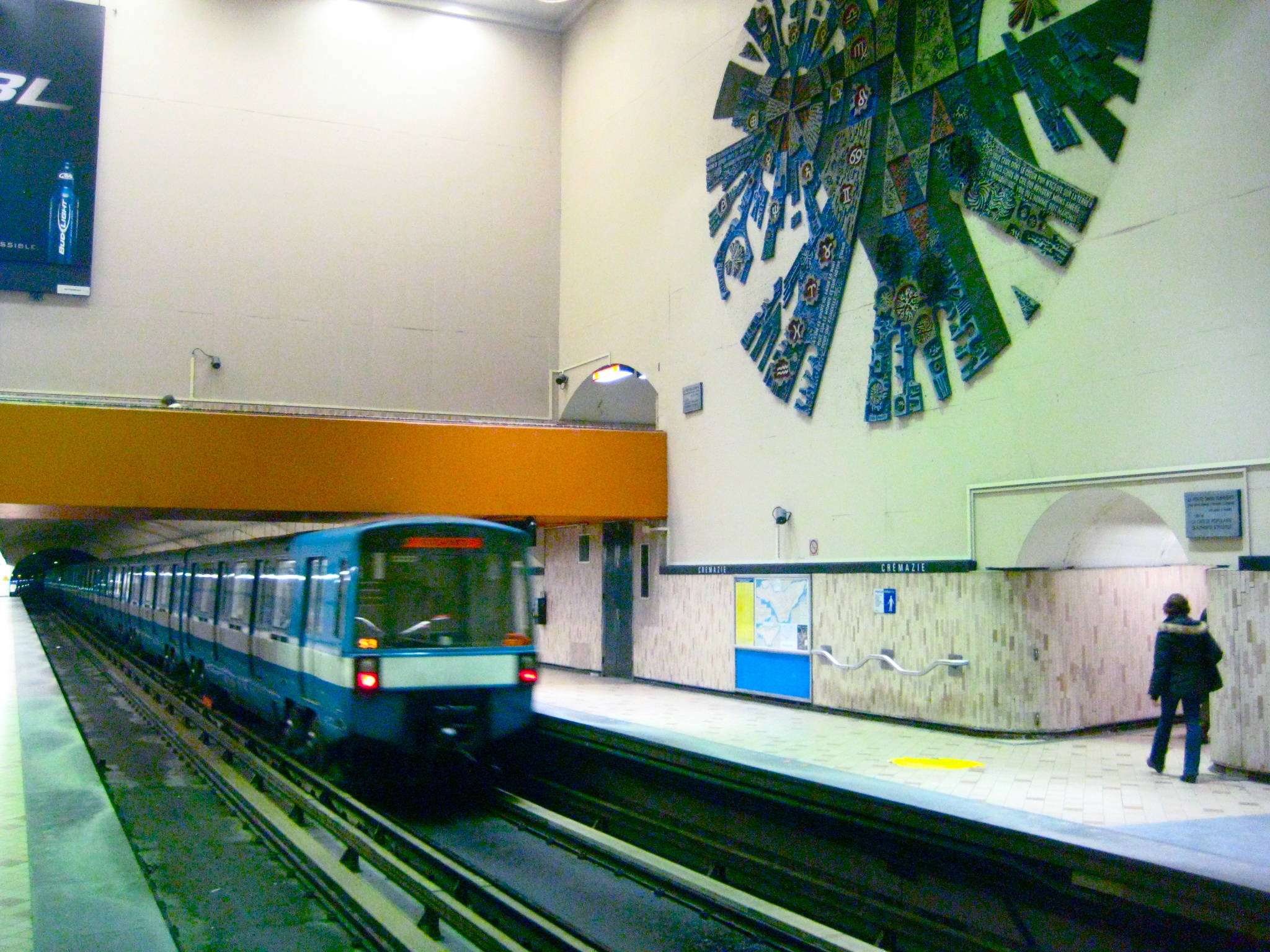
Blick auf einen der Bahnsteige

Crémazie ist eine U-Bahn-Station in Montreal. Sie befindet sich im Arrondissement Ahuntsic-Cartierville an der Kreuzung von Boulevard Crémazie und Rue Berri. Hier verkehren Züge der orangen Linie 2. Im Jahr 2019 nutzten 4.403.658 Fahrgäste die Station, was dem 26. Rang unter den insgesamt 68 Stationen der Metro Montreal entspricht.

## Bauwerk
Die von Adalbert Niklewicz entworfene Station entstand als Tunnelbahnhof. Der mittlere Teil wurde hingegen als großzügig dimensionierter Hohlraum in offener Bauweise ausgeführt, welcher der Station einen geräumigen Eindruck verleiht. Die Wände sind in blassen Farbtönen bemalt. Von der Verteilerebene aus führt der Weg zum stadtauswärts führenden Bahnsteig vorbei an zwei massiven, rautenförmigen Pfeilern, die mit diversen bunten geometrischen Formen geschmückt sind. Der andere Bahnsteig kann über zwei enge Korridore erreicht werden. Beide Eingänge zur Station wurden in bereits bestehende Gebäude integriert.
In 16,8 Metern Tiefe befindet sich die Bahnsteigebene mit zwei Seitenbahnsteigen. Die Entfernungen zu den benachbarten Stationen, jeweils von Stationsende zu Stationsanfang gemessen, betragen 825,60 Meter bis Jarry und 1279,60 Meter bis Sauvé. Es bestehen Anschlüsse zu neun Buslinien und zwei Nachtbuslinien der Société de transport de Montréal. In der Nähe befindet sich der Complexe sportif Claude-Robillard.

## Kunst

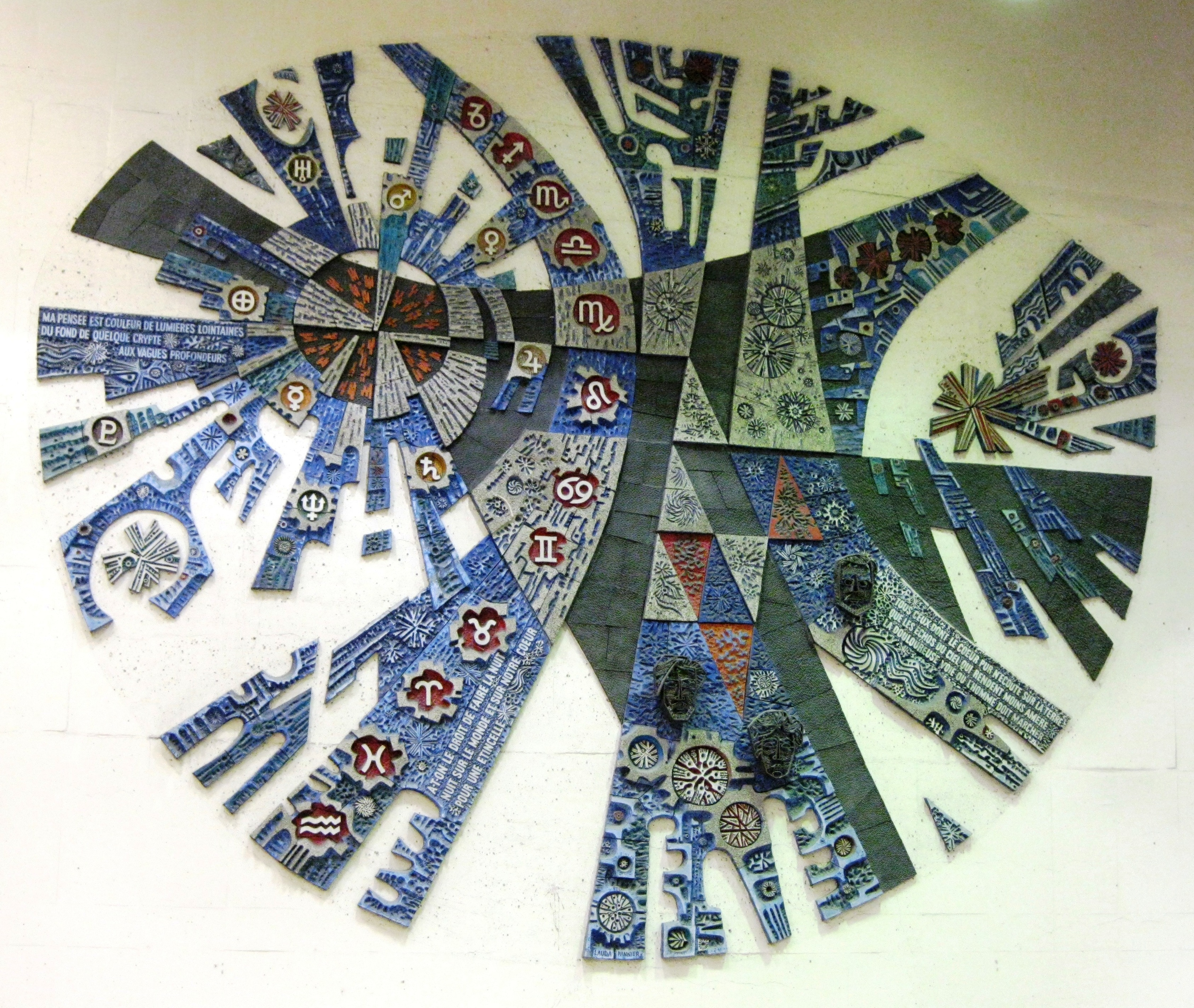
Le poète dans l’univers

An der Wand über der Haupttreppe ist ein großes Keramik-Wandbild angebracht, geschaffen von den Künstlern Georges Lauda, Paul Pannier und Gérard Cordeau. Das Werk Le poète dans l’univers („Der Poet im Universum“) besitzt einen Durchmesser von 9,8 Metern. Es stellt den dichterischen Geist im Universum dar, repräsentiert durch die Farben des Nachthimmels (Blau, Schwarz und Weiß) sowie durch die Zeichen der Planeten und die Tierkreiszeichen. Mit schmiedeeisernen Masken und Gedichtzitaten werden drei bekannte Dichter aus Québec geehrt. Es sind dies Émile Nelligan, Hector de Saint-Denys Garneau und Octave Crémazie.

## Geschichte
Die Eröffnung der Station erfolgte am 14. Oktober 1966, zusammen mit dem Teilstück Place-d’Armes–Henri-Bourassa der orangen Linie. Crémazie gehört somit zum Grundnetz der Montrealer Metro. Namensgeber ist der Boulevard Crémazie, benannt nach Octave Crémazie (1827–1879), einem der bedeutendsten Dichter Québecs.